# Елцький повіт
Елцький повіт (пол. powiat ełcki) — один з 19 земських повітів Вармінсько-Мазурського воєводства Польщі.
Утворений 1 січня 1999 року в результаті адміністративної реформи.

## Загальна інформація
Повіт розташований у східній частині воєводства.
Адміністративний центр — місто Елк.
Станом на 1.01.2008 населення становить 85 307 осіб, площа 1112,79 км².
На терени повіту були депортовані 724 українці з українських етнічних територій — Грубешівського (412) і Томашівського (312) повітів у 1947 році (т. з. акція «Вісла»).

## Демографія
Демографічні дані повіту станом на 30.06.2005:
|       | Всього | Всього | Жінки  | Жінки | Чоловіки | Чоловіки |
| ----- | ------ | ------ | ------ | ----- | -------- | -------- |
|       | осіб   | %      | осіб   | %     | осіб     | %        |
| Повіт | 84 600 | 100    | 43 000 | 50,8  | 41 600   | 49,2     |
| Міста | 55 944 | 100    | 28 968 | 51,8  | 26 976   | 48,2     |
| Села  | 28 656 | 100    | 14 032 | 49    | 14 624   | 51       |